# باتريك انتونين
باتريك انتونين (بالسويدية: Patrik Anttonen)‏ (6 مارس 1980 بأوربرو في السويد - ) هو لاعب كرة قدم سويدي في مركز الدفاع. شارك مع منتخب السويد لكرة القدم. أما مع النوادي، فقد لعب مع نادي أوربرو ونادي ديجرفورس وBK Forward ‏.

## مسيرته الكروية
لعب باتريك انتونين خلال مسيرته الاحترافية مع 3 أندية في ثمانية عشر موسمًا وسجل خلالها 31 هدفًا ضمن 393 مباراة. ولم يفز بأي موسم بالكأس أو بالدوري.
خاض باتريك انتونين مسيرته مع BK Forward ‏ ما بين عامي 1998 و1999 لمدة موسم واحد، مشاركًا في 20 مباراة سجل خلالها 6 أهداف. ثم انتقل إلى نادي أوربرو في موسم 1999 ليلعب معه أربعة عشر موسمًا، حيث شارك في 292 مباراة سجل خلالها 18 هدفًا. لينتقل بعدها إلى نادي ديجرفورس في موسم 2013 واستمر معه طيلة ثلاثة مواسم، مشاركًا في 81 مباراة سجل خلالها 7 أهداف.

## وصلات خارجية
- باتريك انتونين على موقع اتحاد السويد (السويدية)
- باتريك انتونين على موقع قاعدة بيانات كرة القدم.إي يو (الإنجليزية)
- باتريك انتونين على موقع ناشيونال فوتبول تيمز (الإنجليزية)
- باتريك انتونين على موقع Soccerway.com (الإنجليزية)
- باتريك انتونين على موقع عالم كرة القدم.نت (الإنجليزية)